# Škrajnek
Škrajnek je naselje v Občini Ribnica in je gručasta vasica treh domačij. Leži na zakraseli pobočni uravnavi apnenčaste Male gore. Nahaja se pod Grmado (887 m) in severno od Velikih Poljan. Glavni vir dohodka je živinoreja, saj se okoli njega na vrtačastem zemljišču nahajajo večinoma travniki.